# Philautus oxyrhynchus
Philautus oxyrhynchus är en groddjursart som först beskrevs av Günther 1872.  Philautus oxyrhynchus ingår i släktet Philautus och familjen trädgrodor. Inga underarter finns listade i Catalogue of Life.